# Недялка Головина
Недялка Василева Головина е българска лекарка.

## Биография
Родена е на 22 септември 1900 г. в София. През 1925 г. завършва медицина в Софийския университет. Омъжва се за сина на Александър и Анастасия Головини. От 1927 до 1958 г. работи в областта на детското здравеопазване и се занимава с популяризиране на здравната просвета. Умира през 1983 г. във Варна.
Личният ѝ архив се съхранява във фонд 743К в Държавен архив – Варна.